# Язгулямці
Язгулямці (самоназва — згяміг) — один з бадахшанських народів Таджикистану та Афганістану. Чисельність за різними даними — від 7 000 до 11 — 20 000 осіб. Останнім часом язгулем складається з восьми селищ, де проживають більшість язгулямців: Дашт, Мотравн, Шавуд, Бдин, Вішхарв, Андарбаг, Жамаг, Зайч.

## Суспільство
Живуть у західній частині Горно-Бадахшанської АТ вздовж річки Язгулем, яка має назву народу.
Основні заняття — польове землеробство, ковальство, скотарство, а також полювання переважно на гірських баранів (архарів).
На думку мандрівників та вчених, які відвідували Язгулем, язгулямців відрізняють від інших народів Середньої Азії фанатичне слідування ісламу, мстивість та войовничість.
Ось що писав про язгулямців військовий письменник Борис Таге у своїй книзі «Росіяни над Індією»:
«… плем'я волелюбне, не приховує своїх прагнень до незалежності…».

«Навколо нас гори, — кажуть язгулемці, — ніхто нам не господар і не повелитель; самі афганці боялися нас, а бухарці й подавно».

«На ранок бівак був розбуджений страшним гамором. Виявилося, що все населення Язгулема, поголовно озброєне, зібралося до біваку та оточило його, погрожуючи зброєю. Негайно ж команда була викликана в рушницю та вжито заходів для відбиття нападу. Язгулемці були озброєні мултуками, а кінні — шаблями…».
Зовнішність представників цього народу різко відрізняється від зовнішності інших народів Середньої Азії. Язгулямці є високими, світлими європеоїдами зі світлими очима.
Походження язгулямців оповите таємницею. Так, на думку деяких вчених, жителі Язгуляма є прямими нащадками Олександра Македонського, про що свідчать і перекази, що існують у Середній Азії. Однак довести істинність цієї теорії не представляється можливим.
Язгулямці сповідують іслам сунітського толку.

## Мова
Мова — язгулямська, належить до памірської групи східноіранських мов. Виділяються дві говірки — верхня та нижня.
Перша згадка про язгулямську мову сягає 1889 року, а 1916 року Р. Готьо  опублікував першу роботу з язгулямської мови, присвячену переважно історичній фонетиці та окремій етимології з додатком словника на 160 слів.